# يكتا الجيلاني
يكتا أوزونوغلو أو كما يعرف باللغة الكردية بيكتا الجيلاني ولد عام 1953 في مدينة سالفين / ديار بكر والتي تعرف بالكردية: فارقين / ديار بكر في محافظة ديار بكر وتقع شمال كردستان، وهو كاتب ومترجم وطبيب ورجل أعمال كردي معاصر.

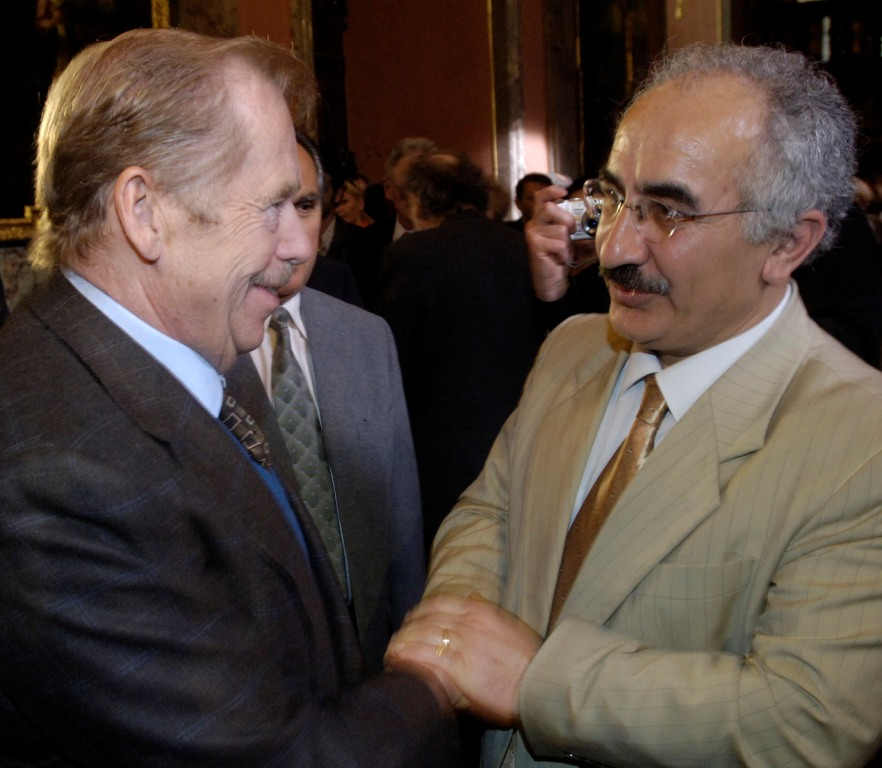
مع فاتسلاف هافيل 2006

## السيرة الذاتية
درس في باريس عام 1971م. وفي الفترة من عام 1972 وحتى عام 1979 وبفضل منحة دراسية من الأمير جلادت بدرخان قام بدراسة الطب في جامعة كارلوفا في براغ.
انخرط في حركة المقاومة ضد النظام الشيوعي في تشيكوسلوفاكيا في الفترة من عام 1968 وحتى عام 1979. وفي عام 1975 بدأ نظام الرئيس غوستاف هوساك تسليم الطلاب الأكراد إلى نظام الرئيس العراقي الأسبق صدام حسين، وقد كان وأحدا من أثنين من الطلبة الأكراد الذين نظموا إضرابا عن الطعام في مجمع السفارة السويدية في براغ إلى جانب حاجي أحمدي الزعيم السابق لحزب الحياة الحرة الكردستاني. أثناء دراسته أيضا قام بنشر كتاباته عن الأكراد في دار نشر «أرارات» أول دار نشر كردي في أوروبا، وذلك في عام 1976 م.
عاش يكتا في تشيكوسلوفاكيا أثناء العهد الشيوعي كشاب معاد للشيوعية خلال فترة دراسته للطب في جامعة كارلو، في براغ. في ذلك الوقت شارك الأنشطة السياسية لمنظمة «هارتا 77» مع فاتسلاف هافيل، الذي أصبح لاحقا رئيسا للجمهورية التشيكية. وقد اعتقل هافل في عام 1979 ثم قاموا بترحيل السيد أوزونوغلو. واستقر في باريس، وتخرج في باريس عام 1982 – بعد أن حصل على الماجستير في «الأمراض الباطنة».
وقد شارك وزير الخارجية الفرنسي السابق برنار كوشنار ومجموعة من الأصدقاء الفرنسيين في منظمة أطباء بلا حدود.
ثم منحت الحكومة الفرنسية السيد أوزونوغلو «منحة بحثية» في معهد باستير. وفي الشهر الخامس من دراسته، منحته الحكومة شهادة تقدير. وانضم طوعا إلى منظمة «أطباء بلا حدود» عند تأسيسها، وذهب إلى منطقة كردستان في إيران لمساعدة أكراد إيران، الذين ثاروا ضد الحكم هناك في ذلك الوقت، وقام بإنشاء العديد من المستشفيات الميدانية هناك. ورغم كونه مواطنا تركيا، فقد تم طرده من تركيا في عام 1981.
وهو أحد مؤسسي المعهد الكردي بباريس. وفي عام 1983، حصل على حق اللجوء السياسي في ألمانيا، وأسس المعهد الكردي في بون، وترأسه من عام 1983 إلى عام 1988. وخلال مراحل تعليمه المختلفة، قام بزيارة العديد من البلدان لعدة مرات، كما أنه يتحدث 10 لغات بطلاقة.
في الفترة من 17 نوفمبر - 29 ديسمبر 1989 اندلعت الثورة المخملية (تلك الثورة الدموية التي اندلعت في تشيكوسلوفاكيا. ونتيجة لذلك، تم رفض الحكم الشيوعي والثورة عليه) فعاد إلى براغ. في عام 1990، حيث أسس 17 شركة تجارية تشيكوسلوفاكيا. ومنذ عام 1994، بدأ يواجه مشاكل خطيرة مع «الدولة العميقة التشيكية». وفي الجمهورية التشيكية.في عام 1994 هاجم رجال مسلحون الرعايا الأتراك الذين يحملون هوية مزورة وقاموا باعتقالهم بالتعاون مع أشخاص غير شرعيين في دائرة الشرطة التشيكية. وكان أوزونوغلو قد سجن وتعرض للتعذيب في 13 سبتمبر 1994. وظل في الفترة من 1994 و1997 قيد الاحتجاز. ثم بدأت منظمة العفو الدولية تحقيقا من خلال تقديمها لقضيته على جدول الأعمال وتأكيدها على أنه لا يحاكم بشكل عادل. وفي عام 2007، قامت مجموعة تضم الرئيس التشيكي فاتسلاف هافيل و160 عضوا من بينهم الحائز زدينيك سفيراك على جائزة الأوسكار، بالإضراب عن الطعام لدعم معركته القانونية. ومنذ 31 يوليو 2007، أعتيدت القضايا التي فتحتها «الدولة العميقة التشيكية» إلى المحكمة لغرض تبرئته منها، لأنه لا يوجد دليل ضد المتهم، حتى ثبت أن جميع الاتهامات الموجهة ضد الشخص لا أساس لها من الصحة. ثم فتح 56 قضية حول القضايا غير الشرعية التي اتهم بها والمعاملة التي شاهدها في السجن، والأضرار التي لحقت به أثناء احتجازه. وأنتهت الدعاوى المرفوعة بحلول مايو 2010. ونتيجة لما تعرض لها من أضرار، فقد أصبح أول أجنبي يحصل على جائزة فرانتسك كريجل، وهي جائزة مرموقة في جمهورية التشيك تمنح من قبل منظمة هارتا 77 للشجاعة المدنية، وذلك في عام 2006.

## الأنشطة السياسية
بعد الانتهاء من دراسته في براغ، لم يحصل على تأشيرة في تشيكوسلوفاكيا، لذلك غادر إلى باريس مرة أخرى. وتخلى عن منحة بحثه في معهد باستور المرموق، وتطوع في منظمة أطباء بلا حدود لتأسيس مستشفيات ميدانية في كردستان، حيث تم إنشاء تمرد ضد جمهورية إيران الإسلامية التي شكلت حديثا.  ونظرا لمشاركته في المسألة الكردية، تم تجريده من جواز سفره التركي. في عام 1981 حصل على اللجوء في جمهورية ألمانيا الاتحادية. وبعد ذلك بعامين، كان واحدا من الأعضاء المؤسسين لمعهد كورد دي باريس (المعهد الكردي في باريس). كما أسس معهد الكورديشات في بون، الذي ترأسه  حتى عام  1988بصفة  مدير. وهو حاليا مؤسس ورئيس جمعية برو كردستان في جمهورية التشيك.
في عام 1987 قام بانشاء محطة راديو مونتي كارلو في كردستان، مسموعة في جميع أنحاء العالم. وقد تحقق هذا المشروع بمساعدة الكنيسة البروتستانتية). كانت  اللغة  الكردية، في ذلك الوقت، لغة محظورة في تركيا.  قام بالقاء محاضرات لمدة عامين في أوروبا حول الأكراد، وحقوق الإنسان، وحقوق الأقليات، وحقوق الغجر، والحاجة إلى توفير العلاج النفسي للأشخاص الذين تعرضوا للتعذيب في البلدان الديكتاتورية، وما إلى ذلك.
منذ نهاية عام 1988، كان هدفا لهجمات من المتطرفين الإسلاميين من إيران وتركيا، والاحزاب الفاشية التركية وكذلك أنصار صدام حسين
بعد فترة وجيزة من الثورة المخملية، عاد إلى جيكوسلوفاكيا، حيث أسس فرعا من شركته التجارية في نهاية عام 1990. في عام 1994 وقع عقدا مع مجموعة شكودا وشكودا - براغ. أصبحت شركة أوزونوغلو ممثلة حصرية ل شكودا - براغ  في جميع أنحاء الشرق الأوسط.
وفي عام 1991، نظم حلقات دراسية دولية منتظمة بشأن الإصلاحات الاقتصادية في مركز المؤتمرات في قصر الثقافة في براغ. وكان المحاضر المتكرر البروفيسور فاتسلاف كلاوس (رئيس الوزراء في حينه). وقد تم تمويل هذه ا الحلقات الدراسية للافراد المتخصصة بلاقتصاد. وقد نشر عشرات المقالات في الصحافة حول حماية حقوق الإنسان والدفاع عنها في العالم. وبعد ذلك بعام، قام بدور كبير في التوقيع على اتفاق ثنائي بين جمهورية جيكوسلوفاكيا والجمهورية التركية بشأن التعاون في مكافحة الجريمة المنظمة. وشارك في تأليف كتاب «المنظور الاقتصادي للجمهورية التشيكية» (مع عدد من الاقتصاديين المهمين في الجمهورية التشيكية ومن ضمنهم البروفيسور فاتسلاف كلاوس رئيس الوزراء). في عام 1993 أسس شركات أخرى للإنتاج وكذلك للاعمال التجارية في كل من الجمهورية التشيكية وألمانيا وتركيا.
وفي عام 1993 سمح له بزيارة عائلته في تركيا للمرة الأولى منذ 23 عاما.
في أكتوبر 2015، قام أوزونوغلو مع يارومير شتيتنا (عضو البرلمان الاوربي) بزيارة إلى كوباني بدعوة من القوات المسلحة الكردية السورية وحدات حماية الشعب.  وعبروا معا 500 كم عبر روجافا (كردستان السورية). دعا يارومير شتيتنا نائبا لرئيس اللجنة الفرعية البرلمانية ممثلي الأكراد السوريين ومنظماتهم وحدات حماية الشعب ووحدات حماية الشعب إلى الحضور إلى البرلمان الأوروبي في اجتماع اللجنة للإبلاغ بالوضع المتأزم على الفور.
وفي كانون الأول / ديسمبر 2015، نظم وفدا برلمانيا كرديا من العراق إلى الجمهورية التشيكية.
في 23 أبريل 2016 زار أوزونوغلو خط الجبهة الكردية في كردستان الإيرانية مع مجموعة من الصحفيين التشيك.

## السعي من أجل العدالة
وفي 13 أيلول  1994، اقامت الشرطة التشيكية باحتجازالدكتور يكتا أوزونوغلو (وفي وقت لاحق تبين للحكومة الجيكية بان الضابط المسؤول، جوزيف أوبافا هو المسؤل عن عصابة برديخ Berdych Gange ، وعلى اثر ذلك تم ادانته وحكم بالسجن لمدة أربعة عشر عاما كعضو في عصابة برديخ السيئة السمعة)؛ وقد استغرق احتجاز يكتا بشكل غير القانوني (القانون التشيكي يسمح بالاحتجاز 24 ساعة كحد أقصى) ما يقرب من 72 ساعة دون توجيه اتهامات. وبعد ذلك، ووفقا للبيان الصحفي الصادر عن ضابط الشرطة ييرزي غريغور، وجهت اتهامات ب «الاتجار غير المشروع بالأسلحة والمخدرات» وأعيد احتجاز الدكتور يكتا أوزونوغلو.
وبعد شهر واحد، أسقطت التهم السابقة، ولكن تم توجيه تهم جديدة أكثرعنجهية إلى «التحضير لعمليات القتل، وحيازة أسلحة بصورة غير مشروعة، والاحتيال المتعدد والتعذيب»؛ هذه الاتهامات قد تم فبركتها وضعت من قبل «غوكسل أوتان»، المواطن التركي المزعوم الذي يعيش في جمهورية التشيك.
واستمرت الدعوى حتى 10 نيسان / أبريل 1995، عندما ثبت أن جميع الاتهامات خاطئة. وقد قام السيد أوزونوغلو، بمساعدة محتجزين آخرين، بتعذيب غوكسل أوتان في 9 أيلول / سبتمبر ثم شخصين آخرين (أحدهما ابن عمه) في تاريخ احتجازه. وفي هذا الوقت، ووفقا لملفات المحكمة، كان أحد المتهمين (ابن أخت أوزونوغلو) محتجزا بالفعل لعدة ساعات. ومع ذلك، حتى هذا الإصدار من الدعوى لم تقبل من قبل المحكمة المسؤولة.
وفي هذه الأثناء، ألقي القبض على السيد أوزونوغلو لفترة طويلة وتعرض السيد أوزونوغلو لسوء المعاملة، كما اعترف بذلك بعد ذلك وزير الداخلية يان رومل.
وفي وقت لاحق من عام 1996، تلقى السيد أوزونوغلو الجنسية الألمانية، وإن كان لا يزال رهن الاحتجاز. وأثناء المحاكمة التي تلت ذلك، تبين أن «غوكسل أوتان»  كان بحمل هوية مزورة وأن جواز سفره المزور بهذا الاسم قد استخدم لمدة 25 سنة على الأقل. اعترف «غوكسل اوتان» في المحكمة بأن اسمه الحقيقي هو «غوركان غونين». وفقا للتحقيق  الذي قامت به وزارة الداخلية، غوركان غونين كان المخبرالسري على المدى الطويل في زمن الشيوعية «StB ألمخابرات الشيوعية الجيكوسلوفاكية»  وبعد الثورة المخملية الجيكية عمل كذلك كمخبر لظابط الشرطة هوراك، رجل شرطة  المفوض بتقديم اوراق والمستندات الخصة بقضية السيد أوزونوغلو للمحكمة.
وفي 18 كانون الثاني / يناير 2000، أودعت نسخة نهائية من الدعوى، وهي نفس الرسالة التي تم  رفضها في عام 1995. وفي كانون الثاني / يناير 2003، انتقلت هذه التهمة إلى السلطات القضائية التركية ليتم ادانته من قبلها وهذا ما كانوا ينبون به، ولكن تاتي الرياح بما لا تشتهي السفن وعليه قام القضاء التركي بأعادت القضية  إلى المحكمة التشيكية بعد 9 أشهر. وفي 25 أيلول / سبتمبر 2003، أوقفت المحكمة التشيكية محاكمة الدكتور أوزونوغلو لأسباب إنسانية، ولكن المدعي العام والسيد أوزونوغلو لن يقبلا هذا القرار؛ حيث طالب السيد أوزونوغلو بتطهير جميع الاتهامات الاتهامات الموجهه اليه.
في 3 آذار / مارس 2006، نشرت شخصيات مهمة في الحياة العامة التشيكية رسالة مفتوحة تسمى "Žalujeme" («نحن نقاضي أو نتهم»، على غرار «J'accuse إميل زولا»، الذي ساعد على إنهاء قضية دريفوس سيئة السمعة في فرنسا قبل 100 سنة)، هؤلاء الشخصيات الجيكية هم بافل دوستال، وتانيا فيششروفا، وفرانتيشيك يانوخ، وكارل ييخ، وزوجته كفيتا ييخوفا، وسفاتوبلوك كاراسيك، وياروسلاف كورژان، ودانا نييمتسوفا، وكاريل شوارزنبرغ، وييرژينا شيكلوفا، وفينيك شيلهان، وليبوش شيلهانوفا، ويارومير شتيتينا، وبيتروشكا شوستروفا.
 في أبريل من عام 2006، حاز الدكتور يكتا أوزونوغلو جائزة فرانتيشيك كريگل للشجاعة المدنية..
وفي آذار / مارس 2007، بدأ السيد أوزونوغلو إضرابا عن الطعام لمدة 11 يوما، وشارك فيه العديد من الشخصيات العامة الهامة بالاضراب عن الطعام بشكل رمزي ولمدة يوم واحد، بما في ذلك الرئيس السابق فاتسلاف هافيل، بالرغم من ان طبيبه الخاص نصحه بعدم القيام بذلك. وفي 29 آذار / مارس 2007، حكم على السيد أوزونوغلو بالسجن لمدة سنتين، واستأنفه على الفور، ووصفه بأنه «فاشيزويد (ما يشابه العنصرية)». وأعلنت منظمة العفو الدولية تأييدها للسيد أوزونوغلو. وفي 31 تموز / يوليه 2007، استمعت محكمة الاستئناف في براغ إلى الاستئناف، واسقطت أخيرا جميع التهم الموجهة إليه.
2012 - المحاكمة المتعلقة بشأن ابنته كلير أوزونوغلو للأخلاقية الإنسانية [- وبناء على ذلك فإنني أرسل هذه المادة إلى سلطات إنفاذ القانون كمحفز لبدء الملاحقة القضائية الجنائية وأنا أعلم بالفعل أن لا أحد سوف يحقق وبعكس ذلك سوف اتهم بالاتهام الكاذب ... انظروا إلى الحالة الراهنة للحفرة التي يتم فيها إلقاء الأطفال حتى تتعفن ... بالتأكيد السؤال الذي لم يرد عليه هو السبب في اختيار هؤلاء الأشخاص بالضبط من قبل قاضي محكمة مقاطعة براغ - المقاطعة شرقية القاضي جودر ألويس سيهلار ليكون بمثابة خبير إذا كان هناك المئات من الخبراء المعتمدين في جمهورية التشيك. وعلى الرغم من حقيقة أن القاضي سيهلار اختار هذين الدورين اللذين لعبا دورا مهما (في المعنى الإيجابي أو السلبي) في التسعينات في القضية الموجهة لي التي دخلت تاريخ العدالة التشيكية. هل كان مجرد صدفة؟ وإذا كان الأمر كذلك، فستكون مصادفة لا تصدق ولا يمكن تصديقها على الإطلاق 
2015 - محاولة قتل يكتا أوزونوغلو في 20.1.2015، في ليلة اقتحم فرد مطلوب على مستوى الدولة في بيتي وانتظر عودتي مع نيته بارتكاب جريمة قتل. إنها كانت معجزة حين تمكنت من الدفاع عن نفسي على الرغم من أنه كان مسلحا بسيف كاتانا. وعلى رئيس لجنة السلامة في البرلمان الجيكي، والمفتش العام لقوات الأمن والمدعين العامين ولجنة الشؤون الخارجية والدفاع والأمن بمجلس الشيوخ لإلقاء الضوء على هذه المسائل..في 20.1.2015، ان هذا الشخص الذي اقتحم بيتي اعترف تماما بعد ذلك خطيا  حيث تم تسجبل اعترافاته على الفيديو.

### 2017: اعتقال يختا أوزونوغلو في براغ
وفي 28 أبريل / نيسان 2017، ألقي القبض على يكتا أوزونوغلو في براغ، ولكن أطلق سراحه في اليوم التالي. ووفقا لم صرح به الدكتور يكتا  أوزونوغلو نفسه، فإن السفارة التركية في براغ كانت وراء مبادرة الشرطة. لمزيد من المعلومات انظر وكالة الصحافة من باكور كردستان "Kurdistan Bakur " (شمال كردستان).
ادعاءات تورط الحكومة التركية
ويزعم يكتا أن تهم الشرطة ضده كانت جزءً من مؤامرة نظمتها الحكومة التركية تحت حكم تانسو تشيلر وشيوعيين سابقين من بينهم وزير الخارجية التشيكوسلوفاكي السابق يارومين يوهانيس الذي يعيش الآن في تركيا.

## أهم أعماله
شارك في وضع كتاب عن قواعد اللغة الكردية، وترجمة أجزاء من الكتاب المقدس وترجم أعمال كاريل يابيك إلى الشعر الكردي وترجمة أعمال من الكردية إلى التشيكية. كما تعاون مع المعهد الكردي بباريس.
كما كتب السيد أوزونوغلو وترجم ما مجموعه 40 كتابا.
كما سيقوم بجمع مقالاته التي كتبها عن «الدولة العميقة التشيكية» بعدة لغات مختلفة وسيقوم بنشرها في كتاب «الإسلاميين حصان طروادة في التشيك» في عام 2017 .

### كتبه
- كتاب: (الأكراد والحب "،" الأرض الكردية "،" أسطورة عن الأكراد ")، التي نشرت في ساميزدات في السنوات من 1976 – 1979 م.
- كتاب: الأبجدية الكردية («الأبجدية الكردية»)، يكتا جيلاني، بون 1982 م.
- كتاب: الإبادة الجماعية الثقافية للأكراد في تركيا، بون 1982 م.
- كتاب: توماس بويس («الشعر الشعبي الكردي»)، المعهد الكردي، بون 1986 م.
- كتاب: ماكنزي: («قواعد اللغة الكردية»)، المعهد الكردي، بون 1986 - عمل مهم يقوم على أعمال سيلاديت بيدير خان وروجر ليسكوت، ونشأة الكردية كلغة أدبية.
- كتاب: («أقوال كردية»)، ليدوفي نوفيني، براغ 1993 م.
- كتاب: («شهادة»)، أكروبوليس، براغ 2008 م.
- كتاب: («وجهات النظر الاقتصادية للجمهورية التشيكية») من تأليفه مع مجموعة من الكتاب الأخرين مثل ج.كلاوس، أ.كوشارنيك، ج.زيلنيك، ج.لوكس وأخرون، مريديان، براغ 1993 م.
- كتاب: كردستان “وطني”

## كفاحه وسعيه من أجل العدالة
وفي 13 سبتمبر 1994، احتجزت الشرطة التشيكية يكتا أوزونوغلو (وقد حكم عليه الضابط الذي يقود العملية، جوزيف أوبافا، بالسجن لمدة 14 عاما كعضو في عصابة بيرديتش السيئة السمعة) وبصورة غير مشروعة (حيث يبلغ طبقا للقانون التشيكي أقصى حد من الأحتجاز24 ساعة) حيث ظل لمدة 72 ساعة تقريبا دون توجيه أي تهمة إليه. وبعد ذلك، ووفقا للبيان الصحفي الذي أدلى به ضابط الشرطة جيري غريغور، تم أتهامه ب «الاتجار غير المشروع بالأسلحة والمخدرات» وأودع الحبس الاحتياطي.
وبعد شهر واحد، تم إسقاط التهم السابقة، ووجهت إليه تهمة «الإعداد لجرائم القتل وحيازة أسلحة بصورة غير مشروعة، وعمليات غش متعددة وتعذيب»، وكلها تستند إلى اتهامات وجهها «غوكسل أوتان»، وهو مواطن تركي مفترض يعيش في التشيك جمهورية.
وحتى 10 من أبريل 1995، ثبت أن جميع الاتهامات خاطئة. ويزعم غوكسل أوتان أن السيد أوزونوغلو، وبمساعدة محتجزين آخرين، قاموا بتعذيبه في 9 من سبتمبر، إضافة إلى شخصين إضافيين (أحدهما ابن عمه) في المساء، عندما احتجز. وفي هذا الوقت، ووفقا لملفات المحكمة، كان أحد المتهمين ابن أخ أوزونوغلو قد تم احتجازه بالفعل لعدة ساعات في تلك الفترة. ومع ذلك، حتى هذا الإصدار من الدعوى لم تقبل من قبل المحكمة المسؤولة.
وفي أحيان كثيرة، كان يتم تمديد فترة حبس السيد أوزونوغلو إلى أربع مرات (المرة الأخيرة كانت من قبل المحكمة الدستورية للجمهورية التشيكية). خلال هذا الوقت، وكان على السيد أوزونوغلو تحمل سوء المعاملة غير المشروعة، كما اعترف بعد ذلك وزير العدل جان رمل.
وفي وقت لاحق من عام 1996، منح السيد أوزونوغلو الجنسية الألمانية، وكان حينها لا يزال رهن الاحتجاز في براغ. وقد أطلق سراحه أخيرا في 12 من مارس عام 1997 م.
وخلال المحاكمة التالية، تمكن السيد أوزونوغلو من إثبات أن بطاقة هوية «غوكسل أوتان» مزورة وأنه يستخدم جواز سفر مزور لمدة 25 سنة على الأقل. حينها أعترف غوكسل بأن أسمه ليس غوكسل بل «غوركان غونن». ووفقا لتحقيقات وزارة الداخلية ، غونن كان مخبرا على المدى الطويل من قبل الحركة الشيوعية «س.ت.ب» وبعد الثورة المخملية عملت كمخبر لل «ك.ب.ت». وكان حينها هوراك هو رجل الشرطة الذي يقود محاكمة السيد أوزونوغلو.
وقد قدمت في 18 يناير 2000 النسخة النهائية من الدعوى، وهي نفس الصيغة التي رفضت بها الدعوى المرفوعة منذ عام 1995 م.
وفي يناير 2003، تم نقل التهمة إلى المحكمة في تركيا، والتي أعادتها بعد ذلك إلى المحكمة التشيكية بعد 9 أشهر.
وفي 25 سبتمبر 2003، أوقفت المحكمة التشيكية محاكمة الدكتور أوزونوغلو لأسباب إنسانية، غير أن المدعي العام والسيد أوزونوغلو لم يقبلا بهذا القرار، حيث قال الدكتور أوزونوغلو إنه يطالب بتطهيره من جميع الاتهامات وأسقاطها.
في 3 من مارس عام 2006، نشرت عدة شخصيات مهمة في الحياة العامة التشيكية رسالة مفتوحة تسمى «نحن متهمون» على غرار «الأتهام» ل «إميل زولا»، الذي ساعد على إنهاء قضية دريفوس سيئة السمعة في فرنسا قبل 100 سنة. وهم بافل دوستال، وتا فيششروفا، وفرانتيسيك جانوش، وكاريل جيش، وكفوتا جيشوفا، وسفاتوبلوك كاراسيك، وياروسلاف كوزان، ودانا نومكوفا، وكاريل شوارزنبرغ، وجيينا سيكلوفا، وفونك شيلهان، وليبوش سيلهانوفا، وجارومير شتتينا، وبيتروسكا شستروفا.
في أبريل 2006، منح الدكتور يكتا أوزونوغلو جائزة فرانتيسك كريجل للشجاعة المدنية.
وفي مارس 2007، بدأ السيد أوزونوغلو إضرابا طويلا عن الطعام لمدة 11 يوما ، وشارك فيه العديد من الشخصيات العامة الهامة، بما في ذلك الرئيس السابق فاكلاف هافيل، وكانت مشاركة رمزية وتضامن مع قضيته ليوم واحد.
وفي 29 مارس 2007، حكم على السيد أوزونوغلو بالسجن لمدة سنتين، ولكنه استأنف على الفور على الحكم الذي وصفه ب «الفاشي». وأعلنت منظمات حقوق الإنسان مثل منظمة العفو الدولية دعمها للسيد أوزونوغلو.
وفي 31 من يوليو لعام 2007، قبلت محكمة الاستئناف في براغ الاستئناف الذي قدمه أوزونوغلو وأسقطت في النهاية جميع التهم الموجهة إليه وحصل على البراءة.

## أتهامه بتورط الحكومة التركية ضده
ويزعم يكتا أن تهم الشرطة التي كانت موجهة ضده كانت جزءا من مؤامرة قامت الحكومة التركية بتدبيرها تحت حكم تانسو تشيلر وشيوعيين سابقين من بينهم وزير الخارجية التشيكوسلوفاكي السابق جارومين جوهانسن الذي يعيش الآن في تركيا.

## روابط خارجية

### أهم مقالاته
- الاسد عديم الشرف يريد القتال مرتين – كما يقول المثل الكوردي القديم
- نظريات الظلم
- سلوك الفاشستي لبعض وحدات الشرطة ضدي
- زيلهان “أبنة نمرود”
- لماذا يجب على بعض كبار المسؤولين في الشرطة التشيكية أن يحبوا الأكراد؟
- عنف الشرطة ضد الأكراد في جمهورية التشيك
- الهوية الأنسانية الرئيسية
- البيان العام لمنظمة العفو الدولية
- كردستان «وطني»
- الأخلاق الأنسانية 3
- الأخلاق الأنسانية 4
- مسعود برزاني؛ فارس الديمقراطية الذي لا ينكسر